# 箱田好子
箱田 好子（はこだ よしこ）は、日本の女優、声優。劇団昴所属。

## 来歴・人物
早稲田大学第一文学部卒業後、劇団昴演劇学校・ＪＯＫＯ演劇学校を経て劇団昴に入団。
舞台出演のほか、声優、演劇講師としても活躍中。

## 出演作品

### 舞台
- 山神
- ジュリアス・シーザー
- ユーリンタウン　ザ・ミュージカル
- 片時雨
- 誰
- 楽屋
- ミュージカルコメディ　トラブルショー
- 幸福な王子
- クルーシブル　－るつぼ－
- ミュージカル　タイムフライズ
- こどもミュージカル　ブータンとポッポ
- あたしのビートルズ
- 石棺　－チェルノブイリの黙示録－

### 解説放送
- ドキュメント72時間

### ゲーム
- スーパーオートサロン
- グランドト ラッカー・アニキ

### 吹き替え
- 三菱電機　エコチェンジかるた大会（Web）
- P&G　ボールド（CM）
- サンセット大通り
- 英雄の証明

### テレビドラマ
- 19borders
- 味いちもんめ

### ラジオ
- 箱田好子のおはなし玉手箱（熊谷ヤバイラジオ）
- 幕間Lady男（熊谷ヤバイラジオ）